# Prodromi (Polis Chrysochous)
Prodromi (griechisch Πόλις Χρυσοχούς, türkisch Karşıyaka) ist einer der beiden Bezirke der Stadtgemeinde (Δήμος Dímos) Polis Chrysochous im Bezirk Paphos auf Zypern.

## Name
Der Ortsname leitet sich von Agios Ioannis Prodromos („Heiliger Johannes der Vorläufer“) ab. 1958 änderten Zyperntürken den Namen des Dorfes in Karşıyaka, was so viel wie „gegenüberliegendes Ufer“ bedeutet. Auf alten Karten ist es als Prodromo oder Podrinio markiert.

## Geografie

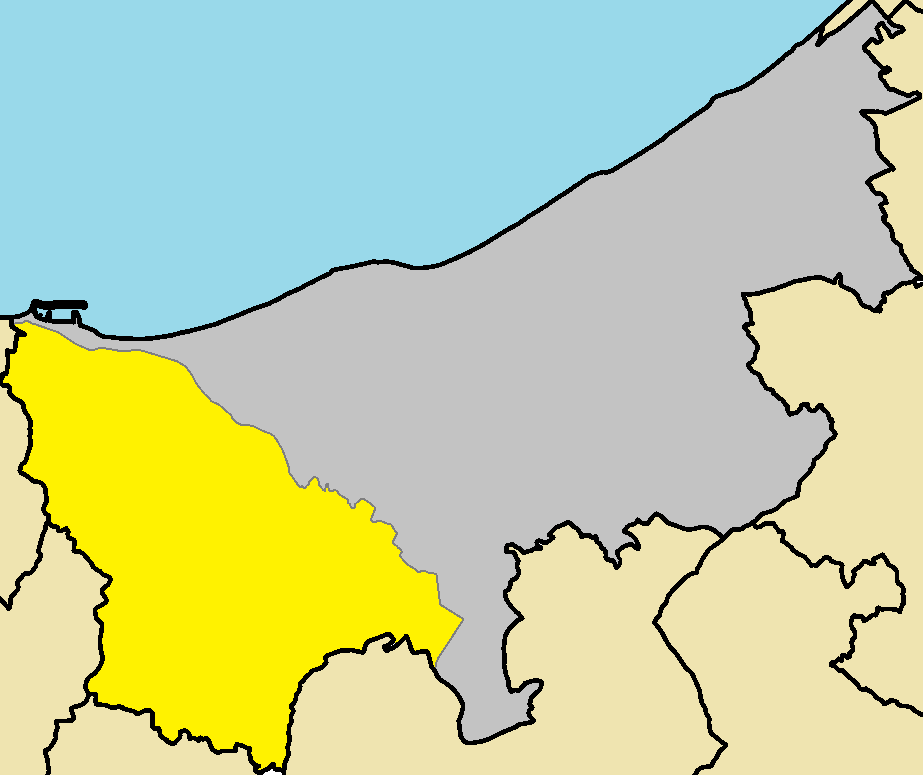
Lage in Polis Chrysochous

Der Bezirk Prodromi ist der kleinere Stadtteil von Polis und befindet sich im Osten des Verwaltungsgebiets. Im Westen grenzt es Westen an Neo Chorio und Androlikou, im Süden an Drousia und Chrysochou und im Osten und Norden an den anderen Bezirk Polis Chrysochous. Verwaltungstechnisch gehört die Küste zum anderen Bezirk.

## Geschichte
Es war ursprünglich ein Dorf und schloss sich dann der Gemeinde Polis Chrysochous an.

## Bevölkerung
Bis 1964 lebten in Prodromi Zyperngriechen und Zyperntürken. Zyperngriechen waren in der Mehrheit. Während der interkommunalen Unruhen von 1963–64 griffen zyperngriechischen Streitkräfte das türkische Viertel des Dorfes an, nachdem die zyperntürkischen bewaffneten Männer sich geweigert hatten, ihre Waffen abzugeben. Dies veranlasste die zyperntürkischen Bewohner des Dorfes zur Flucht nach Polis Chrysochous. Zusammen mit den zyperntürkischen Bewohnern von Polis Chrysochous flohen sie zum zyperntürkischen Gymnasium, wo sie belagerten. Die Zyperntürken blieben bis 1968 im Bereich des Polis-Chrysochous-Gymnasiums, nachdem sie ihr Gebiet etwas erweitert und Flüchtlingshäuser errichtet hatten. Die Situation verbesserte sich in den folgenden Jahren kaum. Während der türkischen Invasion im Jahr 1974 griffen zyperntürkische Streitkräfte Zyperngriechen an, als diese sich weigerten, sich zu ergeben. Die zyperntürkischen Soldaten transportierten die zyperntürkischen Bewohner in das Nachbardorf Pelathousa. Anschließend wurden sie in den nördlichen Teil Zyperns verlegt. Die Zyperngriechen blieben in Prodromi. Auch Zyperngriechen aus dem nördlichen Teil Zyperns ließen sich dort nieder.
Den in Zypern durchgeführten Volkszählungen zufolge ist die Bevölkerungszahl von Prodromi in den letzten Jahrzehnten gestiegen. Die folgende Tabelle zeigt die Einwohnerzahl des Bezirks Prodromi, wie sie bei den in Zypern durchgeführten Volkszählungen erfasst wurde.
| Jahr      | 1881 | 1891 | 1901 | 1911 | 1921 | 1931 | 1946 | 1960 | 1976 | 1982 | 2001 | 2011 |
| Einwohner | 188  | 201  | 228  | 231  | 271  | 334  | 405  | 518  | 278  | 238  | 585  | 705  |